# Ярема Степан Якимович
Степан Якимович Ярема (19 жовтня 1926, м. Прага, Чехословаччина — 9 липня 2008, м. Львів, Україна) — український науковець, кандидат технічних наук, професор, фахівець в галузі механіки руйнування, культурний діяч. 
Син Якима Якимовича Яреми

## Життєпис
Степан Якимович Ярема народився в Празі 19 жовтня 1926 році, де на той час його батько, в майбутньому відомий мовознавець, літературознавець, педагог і культурно-освітній діяч Ярема Яким Якимович, працював директором школи.
В 1930 році разом з батьками переїхав в Тернопіль.
З 1940 по 1944 рік навчався в Академічній гімназії у Львові.
У 1950 році закінчив механічний факультет Львівського політехнічного інституту.
З 1953 року навчався в аспірантурі в Фізико-механічному інституті ім. Г. В. Карпенка АН УРСР.
У цьому інституті і до останнього дня життя пройшла вся його наукова та науково-організаційна діяльність — він став видатним вченим в галузі механіки руйнування.
Степан Якимович Ярема помер у Львові 9 липня 2008 року.

## Наукова та культурно-літературна діяльність
Степан Якимович Ярема автор понад сто наукових робіт на тему: «Механіка руйнування та міцность матеріалів і конструкцій».
З його науковим доробком можна ознайомитись в книзі:
- Степан Якимович Ярема: Біобібліографія / Уклад. Л. С. Ярошевська; Огляд наукових дослідж. В. В. Панасюк; НАН України, ФМІ ім. Г. В, Карпенка.- Львів, 1997. — 69 с.: портр.

Крім наукової діяльності, С. Я. Ярема находив можливість виділити час на дослідження творчої спадщини батька — були опубліковані книги:
- «Яким Ярема: Бібліографічний покажчик» (1995);
- «Яким Ярема (1884—1964). Психологічні та педагогічні праці» (2003).

Завершив роботу батька по дослідженню хронології життя та творчості Івана Франка. Опублікована в 1996 році під назвою
- «Дитячі та юнацькі роки Івана Франка (1856—1875)».

Приділяв увагу розробці української наукової мови:
- На теми української наукової мови . — Львів: Укр. т-во з механіки руйнування матеріалів, 2002. — 43 с.
- Норми української науково-технічної мови. Тлумачний словник термінів з видавничої, поліграфічної та пакувальної справи. [Навч. посіб. для студ.вищ.навч.закл.] . — К. : Ун-т «Україна», 2006. — 663 с. (в співавторстві).

Був упорядником книги:
- Нескорена струсів'янка Ольга Сліпа. [Зб. ст., присвяч. пам'яті громад. діячки, науковця, лікаря УПА] / Львів: Наук. т-во ім. Шевченка, 2005. — 177 с.

## Нагороди
- Премія НАН України імені Г. В. Карпенка (1993 за підсумками 1992)[2].